# کنگره جهانی صهیونیسم
کنگره جهانی صهیونیسم (عبری: הקונגרס הציוני העולמי‎) که توسط تئودور هرتسل بنیان گذاشته شد، بدنه اصلی اجرایی سازمان جهانی صهیونیسم است. اولین کنگره جهانی صهیونیسم در بازل سوئیس در سال ۱۸۹۷ تشکیل شد.

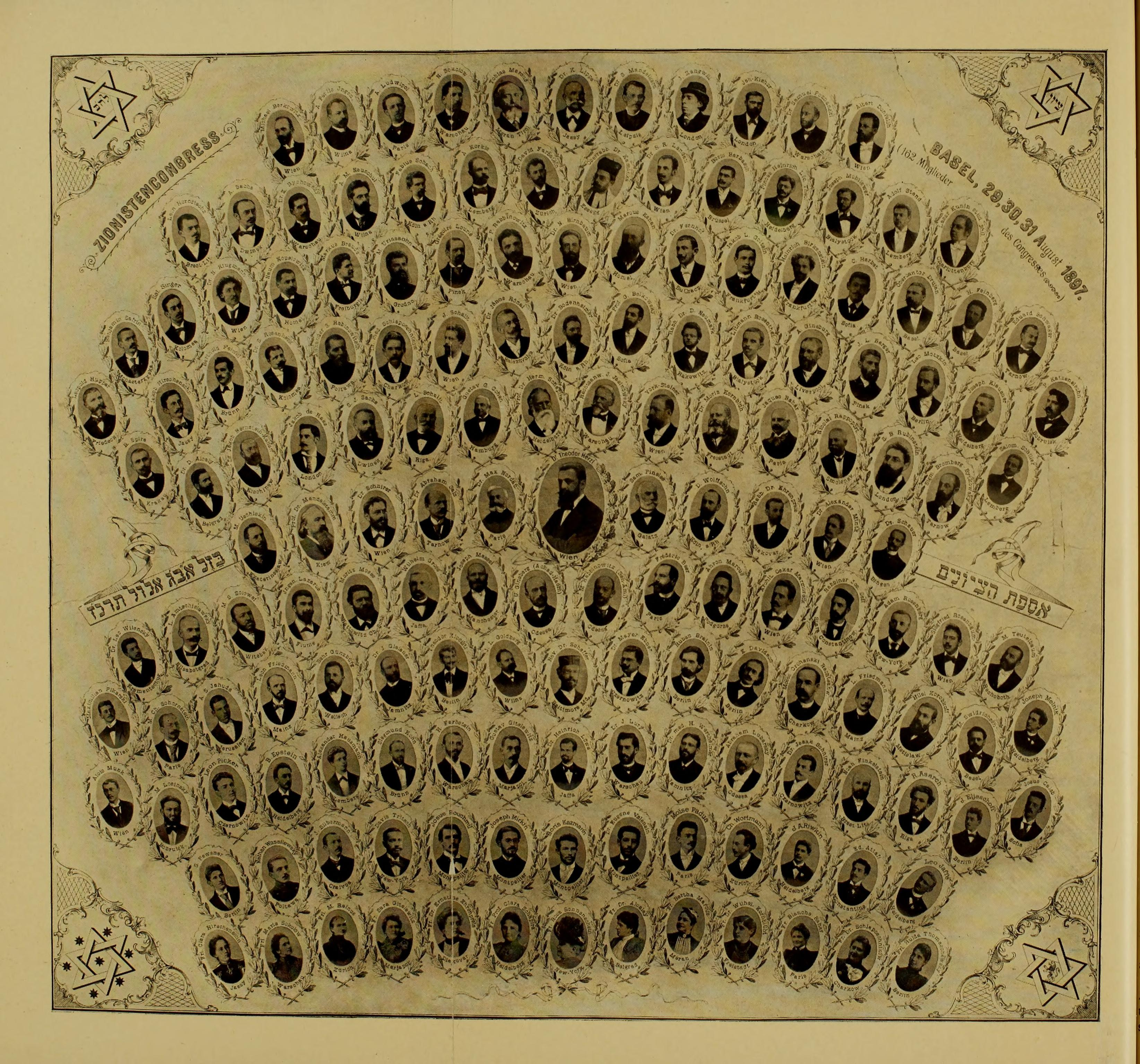
نمایندگان اولین کنگره جهانی صهیونیسم در سال ۱۸۹۷.

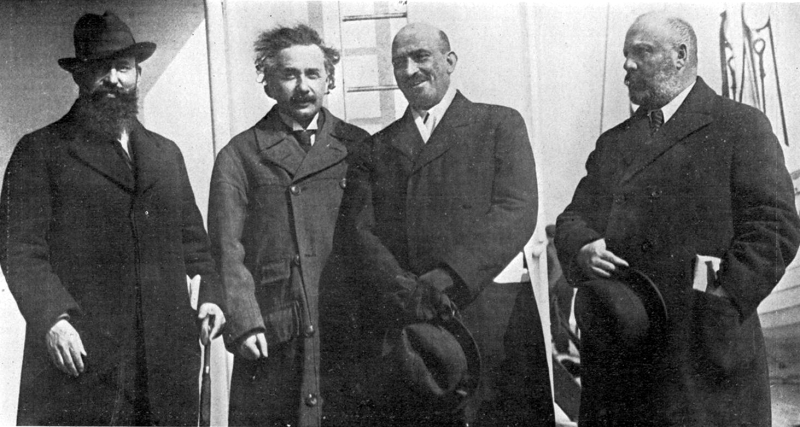
آلبرت انیشتین در کنگره جهانی صهیونیسم سال ۱۹۲۱ میلادی.

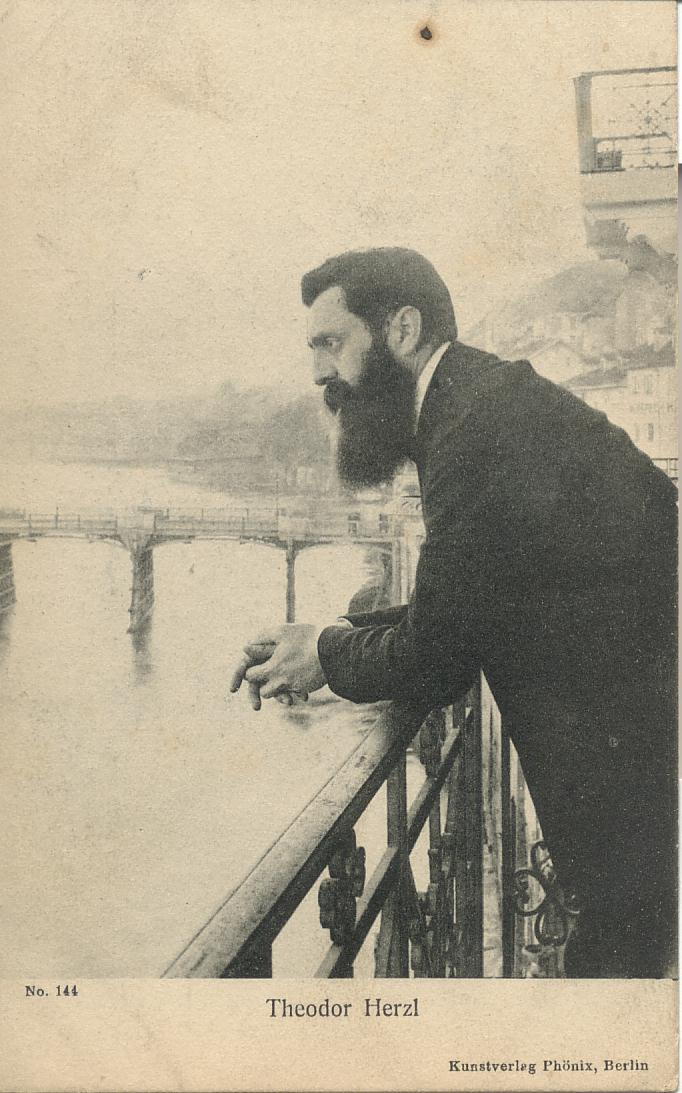
تئودور هرتسل در کنگره سال ۱۹۰۱ میلادی در باسل سوئیس.

هر یهودی که در هرجای دنیا باشد و دارای سنی بیش از ۱۸ سال باشد و در سازمانی صهیونیستی عضو باشد، میتواند در انتخابات کنگره جهانی صهیونیسم رای دهد. ۳۸٪ کرسی‌ها به اسرائیل، ۲۹٪ به آمریکا و بقیه به کشورهای دیگر تعلق دارند. بین سالهای ۱۸۹۷ تا ۱۹۰۱ کنگره جهانی صهیونیسم هر سال تشکیل شد و از آن به بعد هر دو سال یکبار تا سال ۱۹۴۶ برگزار میشد. این کنگره ها تا آن زمان در اروپا برگزار میشد و یکی از اهداف اصلی آن کمک به مهاجرت یهودیان به ارض مقدس بود. بعد از جنگ جهانی دوم و تشکیل کشور اسرائیل کنگره هر چهار یا پنج سال یکبار در اورشلیم برگزار میشود.

## تاریخچه کنگره
| Number | Name                        | Location            | Year |
| ------ | --------------------------- | ------------------- | ---- |
| ۱      | اولین کنگره صهیونیسم        | باسل سوئیس          | ۱۸۹۷ |
| ۲      | دومین کنگره صهیونیسم        | باسل سوئیس          | ۱۸۹۸ |
| ۳      | سومین کنگره صهیونیسم        | باسل سوئیس          | ۱۸۹۹ |
| ۴      | چهارمین کنگره صهیونیسم      | لندن انگلستان       | ۱۹۰۰ |
| ۵      | پنجمین کنگره صهیونیسم       | باسل سوئیس          | ۱۹۰۱ |
| ۶      | ششمین کنگره صهیونیسم        | باسل سوئیس          | ۱۹۰۳ |
| ۷      | هفتمین کنگره صهیونیسم       | باسل سوئیس          | ۱۹۰۵ |
| ۸      | هشتمین کنگره صهیونیسم       | هاگ هلند            | ۱۹۰۷ |
| ۹      | نهمین کنگره صهیونیسم        | هامبورگ آلمان       | ۱۹۰۹ |
| ۱۰     | دهمین کنگره صهیونیسم        | باسل سوئیس          | ۱۹۱۱ |
| ۱۱     | یازدهمین کنگره صهیونیسم     | وین، اتریش-مجارستان | ۱۹۱۳ |
| ۱۲     | دوازدهمین کنگره صهیونیسم    | کارلوفی چکسلواکی    | ۱۹۲۱ |
| ۱۳     | سیزدهمین کنگره صهیونیسم     | کارلوفی چکسلواکی    | ۱۹۲۳ |
| ۱۴     | چهاردهمین کنگره صهیونیسم    | وین اتریش           | ۱۹۲۵ |
| ۱۵     | پانزدهمین کنگره صهیونیسم    | باسل سوئیس          | ۱۹۲۷ |
| ۱۶     | شانزدهمین کنگره صهیونیسم    | زوریخ سوئیس         | ۱۹۲۹ |
| ۱۷     | هفدهمین کنگره صهیونیسم      | باسل سوئیس          | ۱۹۳۱ |
| ۱۸     | هجدهمین کنگره صهیونیسم      | پراگ چکسلواکی       | ۱۹۳۳ |
| ۱۹     | نوزدهمین کنگره صهیونیسم     | لوچرن سوئیس         | ۱۹۳۵ |
| ۲۰     | بیستمین کنگره صهیونیسم      | زوریخ سوئیس         | ۱۹۳۷ |
| ۲۱     | بیست و یکمین کنگره صهیونیسم | ژنو سوئیس           | ۱۹۳۹ |
| ۲۲     | بیست و دومین کنگره صهیونیسم | باسل سوئیس          | ۱۹۴۶ |
| ۲۳     | بیست و سومین کنگره صهیونیسم | اورشلیم اسرائیل     | ۱۹۵۱ |